# Dolní Holetín
Dolní Holetín är en ort i Tjeckien.   Den ligger i regionen Pardubice, i den centrala delen av landet, 110 km öster om huvudstaden Prag. Dolní Holetín ligger 509 meter över havet och antalet invånare är 745.
Terrängen runt Dolní Holetín är lite kuperad, och sluttar norrut. Runt Dolní Holetín är det ganska tätbefolkat, med 62 invånare per kvadratkilometer. Närmaste större samhälle är Hlinsko, 4,7 km söder om Dolní Holetín. Omgivningarna runt Dolní Holetín är en mosaik av jordbruksmark och naturlig växtlighet.